# Boetius à Bolswert
Boetius à Bolswert citato spesso come Boetius Adams Bolswert o Bodius (Bolsward, 1585 circa – Anversa, 1633) è stato un incisore olandese originario della Frisia.
Ai suoi tempi i dipinti di Peter Paul Rubens avevano richiamato nuovi tentativi, da parte degli incisori, di imitare o riprodurre l'ampiezza, la densità di massa e l'illuminazione dinamica di quelle opere. Boetius Bolswert fu una figura importante in questo movimento, non ultimo perché era il fratello maggiore e istruttore dell'incisore Schelte à Bolswert, le cui riproduzioni dei paesaggi di Rubens erano molto apprezzate a pieno titolo.

## Biografia

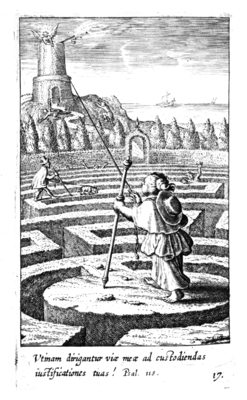
Pia Desideria emblema XVII. Incisione di Boetius à Bolswert, 1624.

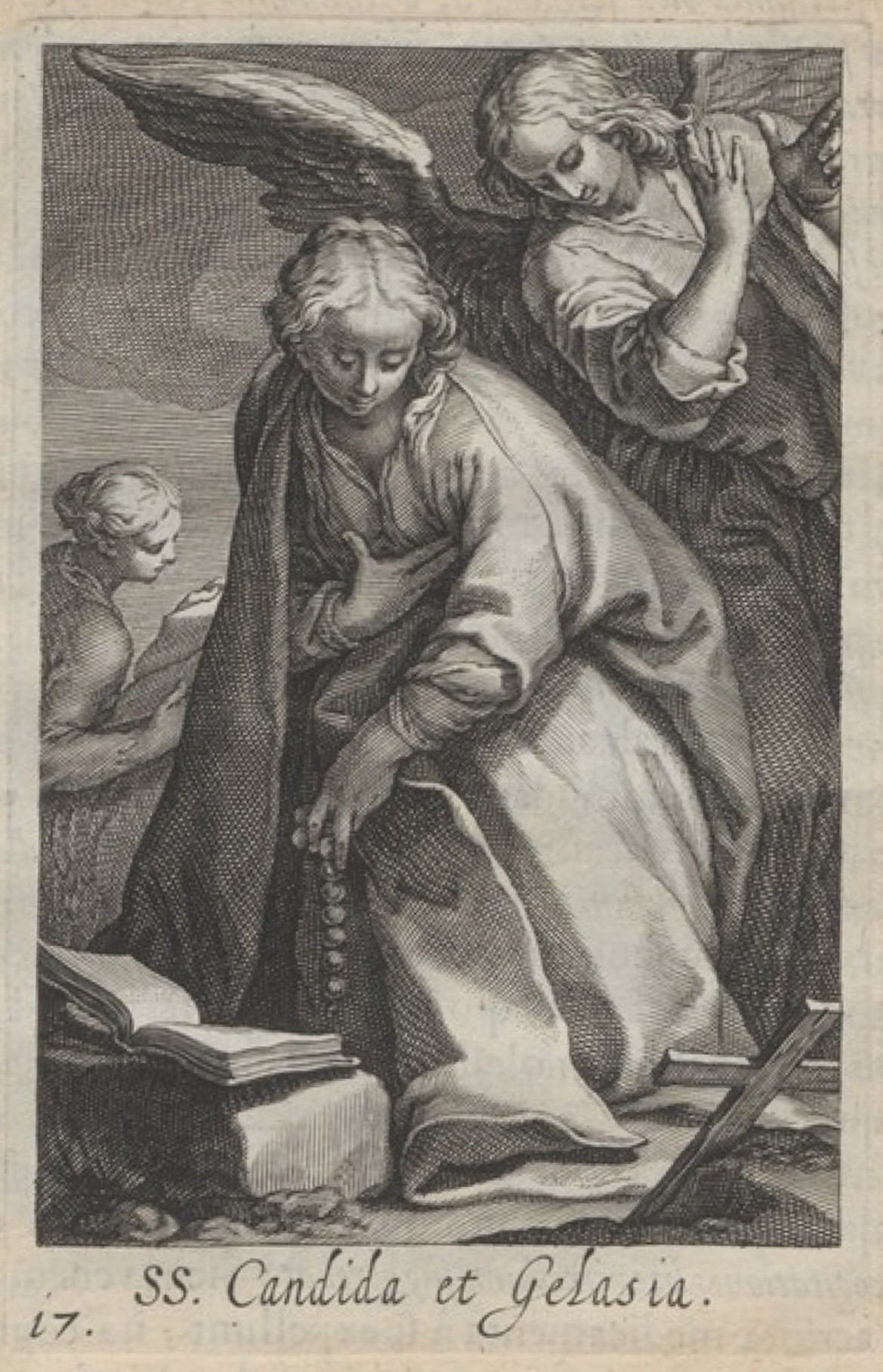
Sante Candida e Gelasia, da Sylva Anachoretica Ægypti Et Palæstinæ

La sua nascita nella piccola città di Bolsward, Frisia, venne confermata da Cornelis de Bie nel suo Het Gulden Cabinet. Boetius arrivò presto in Olanda, dove apparve intorno al 1610 mentre abitava ad Amsterdam, e talvolta anche a Utrecht.
Nel 1610 produsse quattro scene di Orrori della guerra spagnola, su disegni di David Vinckboons. Le riproduzioni di grandi paesaggi di Vinckboons e Gillis van Coninxloo furono tra i suoi primi successi, nei quali impiegò una tecnica densa e diffusa, in un genere a cui in seguito apportò contributi trasformativi. Nel 1615 e 1616 fu autorizzato dagli Stati generali olandesi a incidere dei ritratti di Michiel van Mierevelt, come quelli di Elisabetta e Federico di Boemia. Nel 1618 dipinse il catafalco funebre di Filippo Guglielmo d'Orange.
Tuttavia la collaborazione più notevole di Bolswert in questo periodo fu con Abraham Bloemaert, dai cui disegni produsse varie serie. Si ritiene che abbiano lavorato a stretto contatto, poiché Bolswert imitò con cura gli aspetti del suo stile grafico, ed è stato descritto come suo allievo. La sua serie del 1611, Pastorals, usava modelli di Bloemaert mostrando i primi frutti di questa influenza. La loro collaborazione in varie opere del 1612 sul tema Santi ed eremiti culminò nel 1619 ad Anversa in Sylva Anachoretica Ægypti Et Palæstinæ, un volume con ritratti immaginari di 25 eremiti maschi e altrettante femmine dell'antichità, con a fronte testi latini descrittivi, stampati da Hendrick Aertssens. Le edizioni olandesi e francesi furono ristampate nello stesso anno. Questo fu apparentemente commissionato dal gesuita Heribert van Rosweijde (1569-1629), (fondatore del progetto per l'"Acta Sanctorum" ripreso dai Bollandisti), rettore del collegio gesuita di Anversa. Rosweyde dedicò l'opera di Bolswert al suo benefattore, l'abate Antoine de Wynghe dell'Abbazia di Liessies, Francia. Evidentemente era un libro di accompagnamento alla principale opera latina di Rosweyde "Vitae Patrum", "Vite dei padri" (biografie dei primi eremiti della Chiesa), del 1615, una raccolta da cui venne prodotto ad Anversa nel 1619 da Jan van Gorcum.
Ad Anversa, tra il settembre 1620 e il settembre 1621, Boetius fu ammesso come libero maestro nella Corporazione di San Luca. Poco prima, nel gennaio 1620, era divenuto (come buon cattolico e celibe) un membro della gesuita Sodalizio del celibato per adulti. Nel settembre del 1620 era nell'ufficio del Consultore al suo interno, e nel settembre 1622 Assistente dei Prefetti. Anversa era a quel tempo il centro dell'attività artistica e letteraria della Controriforma.
Nel 1624 collaborò con il gesuita Herman Hugo (1588-1629) nella produzione del "libro di devozione più famoso del XVII secolo", "Pia Desideria" - un'opera che indicava tre vie per la salvezza, attraverso la purificazione, l'illuminazione e l'unione, un Libro di emblemi che ebbe molte edizioni e versioni. Consisteva in una serie di 45 emblemi di Bolswert accompagnati da versi di Hugo, soggetti di meditazione sul tema dell'amore spirituale. Hugo era stato insegnante al Collegio dei Gesuiti di Anversa e rettore del Collegio dei Gesuiti a Bruxelles, e divenne cappellano militare di Ambrogio Spinola in Spagna. Le 45 tavole furono riprodotte negli ultimi tre volumi degli Emblemi di Francis Quarles pubblicati per la prima volta nel 1635.
Nel 1627 Bolswert fu a Bruxelles e da lì diede, sotto la data del 1º maggio 1627 la dedica al suo libro, Duyfkens ende Willemynkens Pelgrimagie (Duyfkens and Willemynkens Pilgrimage). Questo piccolo libro (illustrato con le sue stesse incisioni), nel quale rivela di essere stato anche uno scrittore, venne riedito nel 1631, 1638 e 1641, e in seguito (e ritagliato) in quelle seguenti: era il libro di devozione cattolica più letto e fu tradotto in francese. Descriveva un viaggio allegorico a Gerusalemme da parte di due sorelle. Oggi alcune delle descrizioni e delle narrazioni in esso contenute sembrano francamente ridicole.
Nel 1639 Aertssens stampò le matrici di Bolswert per il racconto di una storia medievale del The Miracle of Amsterdam di Leonard Marius (Goesanus) (1588–1652), prete cattolico del Begijnhof. Alcune delle 16 lastre incise a piena pagina si basavano su disegni illustrati attribuiti a Rubens.
Boetius à Bolswert presto spostò la sua stamperia in Olanda, ma mantenne una casa editrice più estesa in Belgio: ora prendeva i suoi soggetti da Rubens e da altri pittori fiamminghi, e cercava di lavorare nel campo della composizione. Prese come punto di partenza la stretta maniera di Philips Galle e incisori simili. Ad Anversa, attraverso l'influenza del grande Rubens (che, senza essere egli stesso un incisore, influenzò gli altri a raggiungere una maggiore solidità di massa o di volumi in rappresentazioni incise), portò la sua arte a una più ampia comprensione di forme di quanto non fosse stato precedentemente raggiunto con quel mezzo. Morì ad Anversa.